# Çuxanlı
Çuxanlı (również Chukhonly) – miejscowość w rejonie Abşeron w Azerbejdżanie.